# Carlos Batres
Carlos Batres (Guatemalaváros, 1968. április 2. –) guatemalai nemzetközi labdarúgó-játékvezető.

## Pályafutása

### Nemzeti játékvezetés
1993-ban lett az I. Liga játékvezetője. A nemzeti játékvezetéstől 2013-ban vonult vissza.

### Nemzetközi játékvezetés
A Guatemalai labdarúgó-szövetség Játékvezető Bizottsága terjesztette fel nemzetközi labdarúgó játékvezetőnek, a Nemzetközi Labdarúgó-szövetség (FIFA) 1996-tól tartotta nyilván bírói keretében. Több válogatott és nemzetközi klubmérkőzést vezetett, vagy működő társának 4. bíróként segített. A guatemalai nemzetközi játékvezetők rangsorában, a világbajnokság-Amerika-bajnokság sorrendjében az 1. helyet foglalja el 49 találkozó szolgálatával. Az aktív nemzetközi játékvezetéstől 2011-ben vonult vissza.
| Időpont           | Helyszín                     | Mérkőzés típusa           | Mérkőzés      |
| ----------------- | ---------------------------- | ------------------------- | ------------- |
| 1996. október 27. | Nemzeti Stadion, Panamaváros | első válogatott mérkőzése | Panama–Kanada |

#### Világbajnokság

##### U17-es labdarúgó-világbajnokság
Új-Zélandon a 8., az 1999-es U17-es labdarúgó-világbajnokságon, valamint Nigéria 13., a 2009-es U17-es labdarúgó-világbajnokságot rendezte, ahol a FIFA JB hivatalnokként foglalkoztatta.

###### 1999-es U17-es labdarúgó-világbajnokság
| Időpont            | Helyszín                        | Mérkőzés típusa              | Mérkőzés           | Eredmény | Nézők száma |
| ------------------ | ------------------------------- | ---------------------------- | ------------------ | -------- | ----------- |
| 1999. november 17. | QE II Stadion, Christchurch     | csoportmérkőzés (E. csoport) | Ausztrália–Mali    | 1 : 0    | 6 500       |
| 1999. november 14. | Carisbrook Stadion, Dunedin     | csoportmérkőzés (D. csoport) | Burkina Fasó–Katar | 1 : 2    | 4 662       |
| 1999. november 20. | North Harbour Stadion, Auckland | negyeddöntő                  | USA–Mexikó         | 1 : 2    | 7 483       |

###### 2009-es U17-es labdarúgó-világbajnokság
| Időpont           | Helyszín                      | Mérkőzés típusa              | Mérkőzés              | Eredmény | Nézők száma |
| ----------------- | ----------------------------- | ---------------------------- | --------------------- | -------- | ----------- |
| 2009. október 27. | Teslim Balogun Stadion, Lagos | csoportmérkőzés (B. csoport) | Svájc–Japán           | 4 : 3    | 9 920       |
| 2009. október 31. | Nnamdi Azikiwe Stadion, Enugu | csoportmérkőzés (C. csoport) | Hollandia–Irán        | 0 : 1    | 7 461       |
| 2009. november 9. | Ahmadou Bello Stadion, Kaduna | egyik negyeddöntő            | Spanyolország–Uruguay | 3 : 3    | 10 281      |

---
Négy világbajnoki döntőhöz vezető úton Franciaországba a XVI., az 1998-as labdarúgó-világbajnokságra, Dél-Koreába és Japánba a XVII., a 2002-es labdarúgó-világbajnokságra, Németországba a XVIII., a 2006-os labdarúgó-világbajnokságra valamint Dél-Afrikába a XIX., a 2010-es labdarúgó-világbajnokságra a FIFA JB bíróként alkalmazta. Selejtező mérkőzéseket a CONCACAF és az AFC zónában vezetett. Világbajnokságon vezetett mérkőzéseinek száma: 5.

##### 1998-as labdarúgó-világbajnokság

###### Selejtező mérkőzés
| Időpont           | Helyszín                      | Mérkőzés típusa | Mérkőzés      | Eredmény | Nézők száma |
| ----------------- | ----------------------------- | --------------- | ------------- | -------- | ----------- |
| 1996. október 27. | Központi Stadion, Panama City | CONCACAF        | Panama–Kanada | 0 : 0    |             |

##### 2002-es labdarúgó-világbajnokság
A Dánia–Szenegál csoportmérkőzésen az egyik asszisztense Székely Ferenc volt.

###### Selejtező mérkőzés
| Időpont             | Helyszín                            | Mérkőzés típusa              | Mérkőzés                   | Eredmény | Nézők száma |
| ------------------- | ----------------------------------- | ---------------------------- | -------------------------- | -------- | ----------- |
| 2000. július 16.    | Cuscatlán Stadion, San Salvador     | CONCACAF (2. csoport)        | El Salvador–Honduras       | 2 : 5    | 36 000      |
| 2000. szeptember 8. | Estadio Azteca, Mexikóváros         | CONCACAF (2. kör 1. csoport) | Mexikó–Trinidad és Tobago  | 7 : 0    | 50 000      |
| 2001. február 28.   | Independence Park Stadion, Kingston | CONCACAF zónadöntő           | Jamaica–Trinidad és Tobago | 1 : 0    | 34 000      |
| 2001. június 16.    | Azték Stadion, Mexikóváros          | CONCACAF zónadöntő           | Mexikó–Costa Rica          | 1 : 2    | 60 000      |
| 2001. szeptember 5. | Ricardo Saprissa Stadion, San José  | CONCACAF zónadöntő           | Costa Rica–USA             | 2 : 0    | 24 000      |
| 2001. október 21.   | Nemzeti Stadion, Manáma             | AFC zóna (1. csoport)        | Bahrein–Irán               | 3 : 1    | 25 000      |
| 2001. november 11.  | Azték Stadion, Mexikóváros          | CONCACAF zónadöntő           | Mexikó–Honduras            | 3 : 0    | 105 405     |

###### Világbajnoki mérkőzés
| Időpont          | Helyszín                 | Mérkőzés típusa              | Mérkőzés             | Eredmény | Nézők száma |
| ---------------- | ------------------------ | ---------------------------- | -------------------- | -------- | ----------- |
| 2002. június 6.  | Városi Stadion, Tegu     | csoportmérkőzés (A. csoport) | Dánia–Szenegál       | 1 : 1    | 43 500      |
| 2002. június 15. | Városi Stadion, Szögvipo | egyik nyolcaddöntő           | Németország–Paraguay | 1 : 0    | 25 176      |

##### 2006-os labdarúgó-világbajnokság
2006-ban a FIFA előzetes ellenőrző fizikai - VO2 max - tesztjét sérülés miatt nem tudta teljesíteni, ezért asszisztens társaival együtt kikerült a működő játékvezetői keretből.

###### Selejtező mérkőzés
| Időpont             | Helyszín                                 | Mérkőzés típusa    | Mérkőzés                                                 | Eredmény | Nézők száma |
| ------------------- | ---------------------------------------- | ------------------ | -------------------------------------------------------- | -------- | ----------- |
| 2004. június 13.    | Richardson Memorial Stadion, Kingston    | CONCACAF (1. kör)  | Kanada–Belize                                            | 4 : 0    | 8 245       |
| 2004. szeptember 4. | Independence Park Stadion, Kingston      | CONCACAF (2. kör)  | Jamaica–Panama                                           | 1 : 2    | 24 000      |
| 2004. október 9.    | Cuscatlán Stadion, San Salvador          | CONCACAF (2. kör)  | Salvador–USA                                             | 0 : 2    | 20 000      |
| 2004. október 17.   | Hasely Crawford Stadion, Port of Spain   | CONCACAF (2. kör)  | Trinidad és Tobago–Saint Vincent és a Grenadine-szigetek | 2 : 1    | 10000       |
| 2005. február 9.    | Ricardo Saprissa Stadion, San José       | CONCACAF zónadöntő | Costa Rica–Mexikó                                        | 1 : 2    | 22 000      |
| 2005. június 4.     | Rica Rice-Eccles Stadion, Salt Lake City | CONCACAF zónadöntő | Egyesült Államok–Costa Rica                              | 3 : 0    | 40 586      |
| 2005. szeptember 3. | Crew Saupin Stadion, Columbus            | CONCACAF zónadöntő | Egyesült Államok–Mexikó                                  | 2 : 0    | 24 685      |
| 2005. szeptember 7. | Ricardo Saprissa Stadion, San José       | CONCACAF zónadöntő | Costa Rica–Trinidad és Tobago                            | 2 : 0    | 17 000      |

##### 2010-es labdarúgó-világbajnokság
2008-ban  a FIFA  JB bejelentette, hogy a 2010-es világbajnokságra a kijelölt játékvezetők listájára került. A FIFA JB 2010. február 5-én kijelölte a (június 11.-július 11.) közötti dél-afrikai világbajnokságon közreműködő harminc játékvezetőt, akik Kassai Viktor és 28 társa között ott volt a világtornán. Az érintettek március 2-6. között a Kanári-szigeteken vettek részt szemináriumon, ezt megelőzően február 26-án Zürichben orvosi vizsgálaton kellett megjelenniük. Az ellenőrző vizsgálatokon megfelelt az elvárásoknak, így a FIFA JB delegálta az utazó keretbe.

###### Selejtező mérkőzés
| Időpont              | Helyszín                                       | Mérkőzés típusa              | Mérkőzés                                     | Eredmény | Nézők száma |
| -------------------- | ---------------------------------------------- | ---------------------------- | -------------------------------------------- | -------- | ----------- |
| 2008. március 26.    | Kensington Oval Stadion, Bridgetown            | CONCACAF (1A. csoport)       | Barbados–Dominika                            | 1 : 0    | 4 150       |
| 2008. június 15.     | Arnos Vale Stadion, Kingstown                  | CONCACAF                     | Saint Vincent és a Grenadine-szigetek–Kanada | 0 : 3    | 5 000       |
| 2008. június 22.     | Nemzeti Stadion, Hamilton                      | CONCACAF (1C. csoport)       | Bermuda–Trinidad és Tobago                   | 0 : 2    | 5 000       |
| 2008. augusztus 20.  | BMO Field Stadion, Toronto                     | CONCACAF (3. kör 2. csoport) | Kanada–Jamaica                               | 1 : 1    | 22 000      |
| 2008. szeptember 10. | Marcel Saupin Stadion, Nantes                  | CONCACAF                     | Haiti–Costa Rica                             | 1 : 3    | 14 700      |
| 2008. október 15.    | Cuscatlán Stadion, San Salvador                | CONCACAF (3. kör 3. csoport) | El Salvador–Suriname                         | 3 : 0    | 20 000      |
| 2008. november 19.   | Olimpico Metropolitano Stadion, San Pedro Sula | CONCACAF (3. kör 2. csoport) | Honduras–Mexikó                              | 1 : 0    | 45 000      |
| 2009. február 11.    | Crew Saupin Stadion, Columbus                  | CONCACAF zónadöntő           | Egyesült Államok–Mexikó                      | 2 : 0    | 23 776      |
| 2009. október 10.    | Azték Stadion, Mexikóváros                     | CONCACAF zónadöntő           | Mexikó–El Salvador                           | 4 : 1    | 104 000     |

###### Világbajnoki mérkőzés
| Időpont          | Helyszín                         | Mérkőzés típusa              | Mérkőzés               | Eredmény | Nézők száma |
| ---------------- | -------------------------------- | ---------------------------- | ---------------------- | -------- | ----------- |
| 2010. június 13. | Peter Mokaba Stadion, Polokwane  | csoportmérkőzés (C. csoport) | Algéria–Szlovénia      | 0 : 1    | 30 325      |
| 2010. június 20. | Mbombela Stadion, Mbombela       | csoportmérkőzés (F. csoport) | Olaszország–Új-Zéland  | 1 : 1    | 38 229      |
| 2010. július 3.  | Ellis Park Stadion, Johannesburg | egyik negyeddöntő            | Paraguay–Spanyolország | 0 : 1    | 55 359      |

#### Arany-kupa
Hat alkalommal – az 5., a 2000-es CONCACAF-aranykupán, a 6., a 2002-es CONCACAF-aranykupán, a 7., a 2003-as CONCACAF-aranykupán, a 8., a 2005-ös CONCACAF-aranykupán, a 9., a 2007-es CONCACAF-aranykupán és a 10., a 2009-es CONCACAF-aranykupán – tevékenykedett játékvezetőként. A 7. tornát Amerika és Mexikó közösen rendezte. Példa nélkül álló, hogy egy nemzetközi labdarúgó-tornasorozatban egy játékvezető többször vezethette a döntő találkozót.

##### 2000-es CONCACAF-aranykupa
| Időpont           | Helyszín                   | Mérkőzés típusa              | Mérkőzés                  | Eredmény | Nézők száma |
| ----------------- | -------------------------- | ---------------------------- | ------------------------- | -------- | ----------- |
| 2000. február 14. | Orange Bowl Stadion, Miami | csoportmérkőzés (B. csoport) | Haiti–Peru                | 1 : 1    | 23 795      |
| 2000. február 19. | Orange Bowl Stadion, Miami | csoportmérkőzés (4. csoport) | Egyesült Államok–Kolumbia | 2 : 2    | 32 972      |

##### 2002-es CONCACAF-aranykupa
| Időpont          | Helyszín                    | Mérkőzés típusa              | Mérkőzés                    | Eredmény | Nézők száma |
| ---------------- | --------------------------- | ---------------------------- | --------------------------- | -------- | ----------- |
| 2002. január 20. | Orange Bowl Stadion, Miami  | csoportmérkőzés (D. csoport) | Haiti–Ecuador               | 2 : 0    | 12 253      |
| 2002. január 26. | Orange Bowl Stadion, Miami  | egyik negyeddöntő            | Kanada–Martinique           | 1 : 1    | 14 823      |
| 2002. február 2. | Rose Bowl Stadion, Pasadena | döntő                        | Egyesült Államok–Costa Rica | 2 : 0    | 14 432      |

##### 2003-as CONCACAF-aranykupa
| Időpont          | Helyszín                   | Mérkőzés típusa | Mérkőzés                  | Eredmény | Nézők száma |
| ---------------- | -------------------------- | --------------- | ------------------------- | -------- | ----------- |
| 2003. július 23. | Orange Bowl Stadion, Miami | egyik elődöntő  | Egyesült Államok–Brazília | 1 : 2    | 35 211      |

##### 2005-ös CONCACAF-aranykupa

###### Selejtező mérkőzés
| Időpont           | Helyszín                           | Mérkőzés típusa | Mérkőzés               | Eredmény | Nézők száma |
| ----------------- | ---------------------------------- | --------------- | ---------------------- | -------- | ----------- |
| 2005-02-21.       | Ricardo Saprissa Stadion, San José | CONCACAF zóna   | Costa Rica–El Salvador | 2 : 1    |             |
| 2005. február 27. | Ricardo Saprissa Stadion, San José | CONCACAF zóna   | Costa Rica–Honduras    | 1 : 1    |             |

###### CONCACAF-aranykupa mérkőzés
| Időpont          | Helyszín                        | Mérkőzés típusa              | Mérkőzés                 | Eredmény | Nézők száma |
| ---------------- | ------------------------------- | ---------------------------- | ------------------------ | -------- | ----------- |
| 2005. július 6.  | Orange Bowl Stadion, Miami      | csoportmérkőzés (A. csoport) | Kolumbia–Panama          | 0 : 1    | 10 311      |
| 2005. július 16. | Gillette Stadion, Foxboro       | egyik negyeddöntő            | Egyesült Államok–Jamaica | 3 : 1    | 22 108      |
| 2005. július 24. | Giants Stadion, East Rutherford | döntő                        | Egyesült Államok–Panama  | 2 : 0    | 31 018      |

##### 2007-es CONCACAF-aranykupa

###### Selejtező mérkőzés
| Időpont           | Helyszín                           | Mérkőzés típusa | Mérkőzés          | Eredmény | Nézők száma |
| ----------------- | ---------------------------------- | --------------- | ----------------- | -------- | ----------- |
| 2007. február 13. | Nemzeti Stadion, Panamaváros       | CONCACAF zóna   | Panama–Costa Rica | 1 : 0    |             |
| 2007-02-18.       | Ricardo Saprissa Stadion, San José | CONCACAF zóna   | Costa Rica–Panama | 1 : 1    |             |

###### CONCACAF-aranykupa mérkőzés
| Időpont          | Helyszín                       | Mérkőzés típusa              | Mérkőzés                | Eredmény | Nézők száma |
| ---------------- | ------------------------------ | ---------------------------- | ----------------------- | -------- | ----------- |
| 2007. június 13. | Reliant Stadion, Houston       | csoportmérkőzés (C. csoport) | Mexikó–Panama           | 1 : 0    | 68 417      |
| 2007. június 24. | Soldier Field Stadion, Chicago | döntő                        | Egyesült Államok–Mexikó | 2 : 1    | 60 000      |

##### 2009-es CONCACAF-aranykupa

###### Selejtező mérkőzés
| Időpont          | Helyszín                                       | Mérkőzés típusa         | Mérkőzés              | Eredmény |
| ---------------- | ---------------------------------------------- | ----------------------- | --------------------- | -------- |
| 2009. január 22. | Cuscatlán Stadion, San Salvador                | CONCACAF zóna           | El Salvador–Nicaragua | 1 : 1    |
| 2009. január 24. | Olimpico Metropolitano Stadion, San Pedro Sula | CONCACAF zóna           | Honduras–Nicaragua    | 4 : 1    |
| 2009. január 30. | Olimpico Metropolitano Stadion, San Pedro Sula | Amerika (CONCACAF) zóna | Honduras–Panama       | 0 : 1    |
| 2009. február 1. | Nemzeti Stadion, Panamaváros                   | CONCACAF zóna           | Panama–Costa Rica     | 0 : 0    |

#### Olimpia
Görögország rendezte a XXVIII., a 2004. évi nyári olimpiai játékok labdarúgó tornáját, ahol a FIFA JB hivatalnokként alkalmazta.
| Időpont             | Helyszín                         | Mérkőzés típusa              | Mérkőzés                        | Eredmény | Nézők száma |
| ------------------- | -------------------------------- | ---------------------------- | ------------------------------- | -------- | ----------- |
| 2004. augusztus 11. | Pampeloponnisiako Stadion, Pátra | csoportmérkőzés (C. csoport) | Argentína–Szerbia és Montenegró | 6 : 0    | 14 675      |
| 2004. augusztus 15. | Pankritio Stadion, Iráklio       | csoportmérkőzés (D. csoport) | Marokkó–Portugália              | 1 : 2    | 7 581       |
| 2004. augusztus 21. | Pankritio Stadion, Iráklio       | egyik negyeddöntő            | Irak–Ausztrália                 | 1 : 0    | 10 023      |

#### Konföderációs-kupa
Dél-Korea és Japán közösen rendezte a 2001-es konföderációs kupát, majd Franciaország következett a 2003-as konföderációs kupa lebonyolításával, ahol a FIFA JB bíróként alkalmazta. A torna célja, hogy segítse a következő  világbajnokság rendezési feladatait.

##### 2001-es konföderációs kupa
| Időpont         | Helyszín             | Mérkőzés típusa              | Mérkőzés                 | Eredmény | Nézők száma |
| --------------- | -------------------- | ---------------------------- | ------------------------ | -------- | ----------- |
| 2001. június 1. | Városi Stadion, Tegu | csoportmérkőzés (A. csoport) | Ausztrália–Franciaország | 1 : 0    | 44 400      |

##### 2003-as konföderációs kupa
| Időpont          | Helyszín              | Mérkőzés típusa              | Mérkőzés           | Eredmény | Nézők száma |
| ---------------- | --------------------- | ---------------------------- | ------------------ | -------- | ----------- |
| 2003. június 20. | Gerland Stadion, Lyon | csoportmérkőzés (A. csoport) | Kolumbia–Új-Zéland | 3 : 1    | 21 811      |

#### Nemzetközi kupamérkőzések
Vezetett Kupa-döntők száma: 3.

##### Klub-világbajnokság
A FIFA JB megbízásából, kiemelkedő szakmai munkájának elismeréseként a döntő mérkőzést vezette.
| Időpont            | Helyszín                 | Mérkőzés típusa | Mérkőzés                      | Eredmény | Nézők száma |
| ------------------ | ------------------------ | --------------- | ----------------------------- | -------- | ----------- |
| 2006. december 17. | Városi Stadion, Jokohama | döntő           | SC Internacional–FC Barcelona | 1 : 0    | 67 128      |

##### Champions Cup
| Időpont           | Helyszín                                        | Mérkőzés típusa      | Mérkőzés                          | Eredmény | Nézők száma |
| ----------------- | ----------------------------------------------- | -------------------- | --------------------------------- | -------- | ----------- |
| 2004. május 5.    | Estadio Eladio Rosabal Cordero Stadion, Heredia | első döntő találkozó | Deportivo Saprissa–Alajuelense LD | 1 : 1    |             |
| 2008. április 23. | Ricardo Saprissa Stadion, San José              | első döntő találkozó | Deportivo Saprissa–FC Pachuca     | 1 : 1    | 22 500      |

## Szakmai sikerek
Az IFFHS (International Federation of Football History & Statistics) 1987-2011 évadokról tartott nemzetközi szavazásán 151, játékvezető besorolásával minden idők 78, legjobb bírójának rangsorolta, holtversenyben Alberto Undiano Mallenco társaságában.